# Аспе (Горња Гарона)
Аспе (фр. Aspet) насеље је и општина у јужној Француској у региону Миди Пирене, у департману Горња Гарона која припада префектури Сен Годан.
По подацима из 2011. године у општини је живело 953 становника, а густина насељености је износила 36,14 становника/km². Општина се простире на површини од 26,37 km². Налази се на средњој надморској висини од 470 метара (максималној 1.240 m, а минималној 399 m).

## Демографија
| 1962. | 1968. | 1975. | 1982. | 1990. | 1999. | 2011. |
| ----- | ----- | ----- | ----- | ----- | ----- | ----- |
| 1.065 | 1.186 | 1.229 | 962   | 986   | 923   | 953   |

График промене броја становника у току последњих година